# Bahnhof Como Nord Lago
Der Bahnhof Como Nord Lago ist ein Kopfbahnhof in der norditalienischen Stadt Como. Er ist neben dem Bahnhof Como San Giovanni der kleinere der beiden Hauptbahnhöfe der Stadt. Er wird von der zweitgrößten italienischen Bahngesellschaft Ferrovienord betrieben.
Der Bahnhof wurde am 5. Juli 1885 eröffnet, als die Bahnstrecke Como–Varese–Laveno eröffnet wurde. 1898 kam die Strecke nach Saronno hinzu. 1966 konzentrierte sich der Verkehr von Como-Lago aus ausschließlich auf Mailand, da mit der Stilllegung der Strecke Grandate–Malnate die Verbindung zur Bahnstrecke Laveno-Mombello–Varese–Mailand verloren ging. Im Jahr 2005 wurde der Bahnhof von rund 2,5 Millionen Fahrgästen genutzt.
Der Bahnhof ist Ausgangspunkt der Nahverkehrslinie Como–Saronno–Mailand-Cadorna. Die Züge werden von Trenord, einem Joint Venture zwischen der Ferrovie-Nord-Milano-Personenverkehrstochter LeNORD und der Trenitalia, betrieben. Stündlich verkehren jeweils ein Regionalzug mit Halt an allen Stationen bis Saronno und ein beschleunigter RegioExpress, welche sich in Como Lago zu einem 19/41-Takt überlagern.
Früher hatte der Bahnhof eine große Bedeutung im Trajektwesen auf dem Comersee. Damit Züge von der FS-Strecke aus Mailand in den Bahnhof Como Nord Lago geführt werden konnten, wurde zwischen der FS-Station Albate-Camerlata und der FNM-Station Como Camerlata eine Verbindungsstrecke gebaut, welche 1966 stillgelegt und abgebaut wurde.
Der dreigleisige Kopfbahnhof liegt direkt am Ufer des Comer Sees und rechtwinklig zu diesem. Er ist mit einer Glashalle überdacht und umfasst einen Seiten- und einen Mittelbahnsteig. Am Kopfende führt die Uferstraße vorbei.

## Verkehr
| Linie | Verlauf |
| ----- | --- |
| RE 7  | Como Lago – Como Borghi – Como Camerlata – Grandate-Breccia – Lomazzo – Saronno – Milano Bovisa Politecnico – Milano Domodossola – Milano Cadorna |
| R 17  | Milano Cadorna – Milano Domodossola – Milano Bovisa Politecnico – Saronno – Rovello Porro – Rovellasca-Manera – Lomazzo – Caslino al Piano – Cadorago – Fino-Mornasco – Portichetto-Luisago – Grandate-Breccia – Como Camerlata – Como Borghi – Como Lago |